# Kaligayam (Margasari)
Kaligayam is een bestuurslaag in het regentschap Tegal van de provincie Midden-Java, Indonesië. Kaligayam telt 2148 inwoners (volkstelling 2010).